# 葉問風中轉
葉問風中轉是香港男歌手陳奕迅一首2010年推出的粵語歌曲，由Eric Kwok作曲，林敏驄填詞，是對當時引起風潮的《葉問》電影系列的戲謔之作。

## 背景與創作
該時期香港電影圈出現了詠春拳武術家葉問的風潮。此歌推出前，葉問傳記電影《葉問》及續作《葉問2》（甄子丹主演）分別於2008年及2010年上映，另一葉問傳記電影《一代宗師》（梁朝偉主演）亦在籌備階段及備受關注。
林敏驄表示他以兩天便完成了此歌歌詞。
歌名葉問風中轉演變自1989年電影《我在黑社會的日子》的歌曲飛砂風中轉（男主角周潤發演唱，林振強填詞），學者梁偉詩認為飛有種「麻甩佬亂講嘢」（粗野男人胡言亂語式）、「帶點人生感悟」的「滑稽懺悔」，歌詞亦滑稽的葉暗藏著與飛的互文關係。
歌詞風格滑稽，具有林敏驄式的「無厘頭」風格。前奏及間奏裡有一些讀白：前奏的對話中分別由陳奕迅聲演一個想向「葉師父」（葉問）拜師的「肥仔」，由填詞者林敏驄聲演拒絕其拜師的「葉師父」；間奏中則有「葉師父」的練功口訣，及一些「無厘頭」話語。正式歌詞部份取材自一些傳統拜師學藝橋段，但也混入了「通淋巴」等現代元素。結尾陳奕迅一段饒舌唱詞提及了葉問電影熱潮，並予以戲謔，亦出現了閃卡、攬枕這些潮流元素；饒舌唱詞部份內容亦取材自電視遊戲節目「獎門人」系列中的遊戲「超級無敵馬拉松」，而林敏驄的其中一個聞名之處正是參與該遊戲時的表現。
林敏驄作為成名於1980年代的資深詞人，2000年代後填詞作品已不多，此歌是2010年代較受注目的作品。

## 發行
收錄於陳奕迅個人迷你專輯《Taste the Atmosphere》，2010年10月由新藝寶唱片發行。

## 評論
學者朱耀偉認為此歌歌詞表面上語無倫次，其實有意戲謔跟風潮流，這符合林敏驄的自述。